# 701 Oriola
701 Oriola је астероид главног астероидног појаса са пречником од приближно 40,18 .
Афел астероида је на удаљености од 3,108 астрономских јединица (АЈ) од Сунца, а перихел на 2,921 АЈ.
Ексцентрицитет орбите износи 0,030, инклинација (нагиб) орбите у односу на раван еклиптике 7,111 степени, а орбитални период износи 1912,358 дана (5,235 година).
Апсолутна магнитуда астероида је 9,25 а геометријски албедо 0,218.
Астероид је откривен 12. јула 1910. године.